# Song Jae-Ho (esgrimidor)
Song Jae-Ho (en coreano: 송재호; 19 de febrero de 1990) es un deportista surcoreano que compite en esgrima, especialista en la modalidad de espada. Participó en los Juegos Olímpicos de Tokio 2020, obteniendo una medalla de bronce en la prueba por equipos.

## Palmarés internacional
| Juegos Olímpicos | Juegos Olímpicos | Juegos Olímpicos  | Juegos Olímpicos   |
| Año              | Lugar            | Medalla           | Prueba             |
| ---------------- | ---------------- | ----------------- | ------------------ |
| 2020             | Tokio (Japón)    | Medalla de bronce | Espada por equipos |